# Ингигерда Кнутсдоттер
Ингигерда Кнутсдоттер (около 1080, Дания -- не ранее 1086) —  датская принцесса, дочь короля Дании Кнуда IV Святого и его супруги, Аделы Фландрской.

## Биография
Датская принцесса, дочь канонизированного короля Дании Кнуда IV Святого и его супруги Аделы Фландрской, сестра Сесилии Кнутсдоттер. Родилась около 1080 года в Датском королевстве. Исходила из рода Эстридсенов. При жизни она стала покровительницей Бьелбоэттенов. 
Когда её отец, король Дании Кнуд IV в 1086 году был свергнут, её мать покинула Данию и бежала во Фландрию, к отцу, графу Робертy I. А сама Ингигерда вместе с сестрой последовала за дядей Эриком и его женой Бодиль, которые стали их приёмными родителями во время изгнания в Швецию. Обе сестры вышли замуж за шведских дворян, и Ингигерда обвенчалась с Фольке Толстым и родила сына, дворянина Бенгта Снивиля. Вскоре, её сестра Сесилия вернулась в Данию (это мы можем сказать, учитывая упоминание 1131 года). Но ничего неизвестно о том, предприняла ли то же решение Ингигерда и вернулась ли она на родину вместе с сестрой.